# Coursetia paucifoliolata
Coursetia paucifoliolata är en ärtväxtart som beskrevs av Mario Sousa. Coursetia paucifoliolata ingår i släktet Coursetia, och familjen ärtväxter. Inga underarter finns listade i Catalogue of Life.